# Maurus Schinnagl
Maurus Schinnagl OSB (* 19. Februar 1800 in Neulerchenfeld, heute ein Stadtteil Wiens; † 28. Dezember 1871 in Wien; eigentlich Josef Schinnagl) war ein österreichischer römisch-katholischer Schulmann.

## Leben
Schinnagl, der Sohn eines Schreibers, gehörte zunächst einige Jahre dem Piaristenorden an, trat aber 1824 in die Wiener Schottenabtei ein, wo er 1825 er zum Priester geweiht wurde. Von 1821 bis 1825 hatte er Theologie an der Universität Wien studiert, es folgte ein Studium der Klassischen Philologie. Er war 1825 bis 1831 Präfekt der stiftlichen Sängerknaben sowie 1830/1831 Stiftsprediger. Ab 1826 unterrichtete Schinnagl, zuerst als Supplent, von 1831 bis 1869 als Professor, Latein und Deutsch am Schottengymnasium.
Besondere Bedeutung erlangte Schinnagl als Verfasser mehrerer Lehrbücher für den Lateinunterricht, die jahrzehntelang an vielen österreichischen Gymnasien verwendet wurden. Er folgte dabei einer naturgemäßen Lehrmethode, nach der die Schüler durch den praktischen Umgang mit der Sprache bereits von Anfang an Gewandtheit in ihr gewinnen sollten. Für seine Verdienste erhielt Schinnagl 1858 das Goldene Verdienstkreuz mit der Krone.

## Werke
- Praktische Anwendung der lateinischen Sprachlehre in einzelnen Sätzen und zusammenhängenden Aufgaben. Wien 1842 (4. Aufl. 1863).
- Ausführliche lateinische Grammatik zum Privatgebrauche für Schüler der unteren und oberen Grammatikalklassen. Wien 1845.
- Praktischer Leitfaden beim Unterrichte in der lateinischen Formen- und Satzlehre. Wien 1848.
- Leitfaden beim Unterrichte in der deutschen Formen- und Satzlehre. Wien 1849 (6. Aufl. 1865).
- Theoretisch-praktisches lateinisches Elementarbuch für die erste Gymnasialklasse. Wien 1850 (10. Aufl. 1878, bearbeitet von Heinrich Maschek).
- Lateinisches Lesebuch für die zweite Gymnasialklasse. Wien 1851 (8. Aufl. 1877, bearbeitet von Heinrich Maschek).
- Lateinische Schulgrammatik für die zweite, dritte und vierte Klasse des Untergymnasiums. Wien 1853 (3. Aufl. 1862).